# Ophiobolus coffeatus
Ophiobolus coffeatus är en svampart som först beskrevs av Miles Joseph Berkeley, och fick sitt nu gällande namn av Pier Andrea Saccardo 1883. Ophiobolus coffeatus ingår i släktet Ophiobolus och familjen Leptosphaeriaceae.   Inga underarter finns listade i Catalogue of Life.